# Tournefortia fuliginosa
Tournefortia fuliginosa är en strävbladig växtart som beskrevs av Carl Sigismund Kunth. Tournefortia fuliginosa ingår i släktet Tournefortia och familjen strävbladiga växter. Inga underarter finns listade i Catalogue of Life.